# チェンソーマン
『チェンソーマン』（Chainsaw Man）は、藤本タツキによる日本の漫画。『週刊少年ジャンプ』（集英社）において第一部「公安編」が2019年1号から2021年2号まで連載され、第二部「学園編」は『少年ジャンプ+』（同社）において2022年7月13日から連載中。2024年12月時点でシリーズ累計発行部数は3000万部を突破している。2022年にテレビアニメ化された。

## 概要
「チェンソーの悪魔」の力を手に入れた少年・デンジの活躍を描くアクション漫画。主人公であるデンジは一般的な少年漫画に登場する王道のヒーロー像とは異なる「ダークヒーロー」となっており、凶暴かつ過激な演出や、衝撃的な展開が特徴。
作中における「チェンソー」とは電動鋸の一種であるチェーンソーを指す。本来チェンソーは木の伐採などに使われる工具であるが、ホラー映画では殺人鬼が使う凶器としても知られ、作者の藤本も公式インタビューで、スプラッター映画『悪魔のいけにえ（原題：The Texas Chain Saw Massacre）』から最も影響を受けた旨を語っている。本作において「恐怖」は重要な要素となっており、ホラー映画のパロディやオマージュも多く取り入れられている。
週刊少年ジャンプでの第一部『公安編』の連載後、2022年7月より少年ジャンプ+で第二部『学園編』が連載中。また、2022年10月12日よりテレビアニメの放映が開始した。

## あらすじ
第一部「公安編」
悪魔と呼ばれる存在が日常に蔓延る世界。少年デンジは死んだ父の借金を返すべく、「チェンソーの悪魔」であるポチタと共に、悪魔を駆除する「デビルハンター」として生計を立てていた。しかし借金は中々減らず、ごく普通の日常を願いながら、叶えるには到底届かなかった。
ある日、デンジは仕事を斡旋していたヤクザに騙され、「ゾンビの悪魔」によって殺害されてしまうが、ポチタが心臓となったことで復活。「チェンソーの悪魔」の力を手に入れたデンジはゾンビの集団を一掃し、現場に駆け付けた公安のデビルハンターであるマキマに導かれ、その身を管理されることになる。
東京の公安本部へ移ったデンジは、マキマの命令を受けて先輩の早川アキ、デンジのバディとして選出された「血の魔人」パワーと同居する。公安ではかつて5分で120万弱の人を殺した「銃の悪魔」の討伐を掲げており、デンジは仲間たちとともに様々な敵と戦いを繰り広げる。やがてデンジは悪魔でありながら人々のために戦う姿が話題を呼び、次第にヒーローとして扱われてゆくことになる。

第二部「学園編」
悪魔でありながらデビルハンターとして活躍する謎のヒーロー「チェンソーマン」が世間を賑わせている時代。第四東高等学校に通う少女三鷹アサは、両親を悪魔に殺された過去を持ち、人々から英雄視されているチェンソーマンを嫌っていた。
周囲に馴染めず孤立した日々を送っていたアサは、ある日悪魔と契約したクラスメイトによって殺されてしまうが「戦争の悪魔」ことヨルと一心同体になったことで蘇る。「チェンソーマンを倒すことができれば肉体を返してやっても良い」とヨルに告げられたアサは、それ以来自身の身体を悪魔と共有する奇妙な共同生活を送ることになる。一方、チェンソーマンの正体であるデンジは「自分がチェンソーマンであることを周囲に打ち明けたい」という想いを胸に秘めながら、偶然アサと同じ高校で学校生活を送っていた。
ひょんなことから知り合いになったアサとデンジの二人は、互いの正体と目的を知らないまま次第に親交を深めていくようになる。

## 世界設定
「悪魔」という、人間の恐怖を原動力とする怪物が当たり前に存在し、認知されている世界。1997年と作中で明記されているが、ソ連が崩壊していないなど、現実世界の歴史とは必ずしも符合しない。

### 用語
悪魔
動植物や概念などあらゆるものの名前を持って生まれてくる、人知を超えた怪物。人間がその名前を恐怖・嫌悪するほど力を増すとされている。種を問わず血を補給することで、力の維持や増強、損傷の急速な回復が可能。生きている人間へ憑依し操る能力や、人間の死体を乗っ取り「魔人」となる能力を持つ。悪魔は本能的に人間を嫌い、常に人の死や苦しみを望んでいるとされている一方、人に近い容姿の悪魔は比較的人間に友好的とされる。
天使の悪魔の証言によれば、悪魔は人間のいる世界と地獄との間で輪廻転生をしており、名前が恐れられている限りは、一方の世界で死んだとしてももう一方の世界で復活することができる。転生する際、記憶は引き継がれない。しかし、特異課の管理下にいる悪魔は、全員地獄で死ぬ直前にチェンソーのエンジンのものと思われる音を耳にしている。
人間は悪魔と契約をすることで、代償を払ったうえで使役したり、力を借りたりすることができる。強力な悪魔であるほど強い契約が必要になるが、悪魔に気に入られれば少ない代償で契約したり、より強い力を借りたりすることができる。
魔人
人間の死体を乗っ取った悪魔。人格は悪魔だが、元となった人間の記憶を受け継いでいる者もいる。頭部や顔に通常の人間と異なる特徴が現れ、頭部がない、頭部全体または一部が別生物のものになる、部位が増減する、角が生えるなどの変化が起きる。魔人になると悪魔のときより弱体化するため、悪魔が死から逃れるためにやむを得ずなることが多い。人格が人間であり通常時の頭部がそのままであるデンジなどは該当しない。
悪魔でも魔人でもない存在
デンジ、サムライソード、レゼのように、意識や姿は人間だが、身体内部に悪魔の臓器があり悪魔に変身できる存在。非常に前例が少ないためデビルハンターの間でも噂程度にしか認知されていない。変身や武装を解く際は、変化した部位が泥のように溶ける。
変身や武装にはトリガーがあり、胸のスターターロープを引いてエンジンを吹かす、鞘になっている左手を抜いて抜刀する、首の安全ピンを抜くなど、該当武器の特徴の特定の動作になっている。また、悪魔や魔人と同様に血液が重要なエネルギー源になっている。これらの存在は基本的に不死身で、血液を摂取すれば回復し、上記の特定の動作でも回復できる。普通の悪魔なら致命傷になるほどの負傷でも容易に回復でき、サムライソードはアキによって呪殺されてもすぐに蘇生している。ただし蘇生には血を供給されるか、上記の特定の動作を代行してもらう必要があるため、誰かの介入がなければ死んだままで無防備である。血液が不足していると、再び変身しようとしても途中で変身が止まってしまったり、特定の動作をしても武装が現れなかったり、損傷だけが回復して人間の姿に戻ってしまったりする。
これらの存在には特定の呼称は「無い」とされていた。実際には、チェンソーマンの能力によりその名が抹消されたが、何故か存在は消えていなかったものたちである。
契約
悪魔と人間が結ぶ約束事。絶対的なものであり、片方が契約を守った時もう片方も必ず守らねばならず、守れず破れば死ぬ。
デビルハンターが悪魔と契約することは合法だが、一般人の場合は犯罪となる。
契約は人間側に何かしらの代償を悪魔に与えなければならず、寿命や身体部位であることが多く、力を借りる都度に代償を支払うケースや再生不可な欠損と共に悪魔の部位や力を貸与されるもの、人間側の夢や死をみせる約束をする場合など様々である。
デビルハンター
悪魔の脅威から人間を守るための職業。基本的には悪魔と契約して力を借りることで戦うが、武器を用いて生身の人間が戦うケースもある。特異4課では悪魔や魔人が直接戦闘要員として活動している。公安に所属するデビルハンターは福利厚生や給与の面で充実しているが、民間のデビルハンターでは対処しきれない事例の対応に当たることが多いため、負傷や殉職も多くなっている。
地獄
悪魔の生まれ故郷。天使の悪魔によると悪魔は地獄で死ぬと人間の世界に現れ、人間の世界で殺されたとしても新しい個体として地獄で復活する、というように輪廻転生を繰り返しているらしい。「地獄の悪魔」の能力により人間も行くことが可能であるが、作中では4人の人間の死が必要であった。地上には一面の草原が広がり、蟻などの生物もいる他、人間の指やバスタブなどが地面に落ちている。上空には形の異なるドアが大量に整列している。

## 登場人物
声はテレビアニメ版の声優。演は舞台版での俳優。

### 主要人物

#### 公安編
デンジ
声 - 戸谷菊之介（幼少期 - 井上麻里奈）
演 - 土屋直武（幼少期 - 岩田陽葵）
本作の主人公。自称16歳。「チェンソーの悪魔」であるポチタとともに非正規のデビルハンターとして働く少年。自殺した父親が遺した借金の返済に追われる日々を送っていたが、あるとき「ゾンビの悪魔」と契約したヤクザたちに殺害された際に、ポチタが心臓となり身体を再生させたことでチェンソーの悪魔へと変身する能力を手に入れた。その力でゾンビの悪魔とヤクザたちを皆殺しにした後、マキマに拾われて公安所属のデビルハンターとなる。
大胆不敵な自信家で、素直かつ単純な性格。物事を深く考えることが嫌いで自分の欲望に忠実だが、それらは過酷な幼少期を過ごした経験と「普通に生きて普通に死ぬ」という人並みの生活と幸福への憧れによるものである。幼少期からデビルハンター以外の生き方を知らずに過ごしてきたため、協調性や一般常識に欠けるが、次第に他者への思いやりや自分の生き方について考えるなど成長を見せるようになる。
初めて自分を一人の人間として扱ってくれた経緯からマキマに好意を持っており、公安で任務を続け、彼女に認められることを第一目標とする。その後、マキマの企みにより「チェンソーマン」に変身して暴走してしまうが、ポチタとパワーの助力によりデンジとしての姿を取り戻し、再びマキマと対峙。ポチタとの連携で勝利する。
マキマへの好意は最後まで変わることはなかったが、マキマの所業によって命を落とした者たちへのけじめとして、彼女を攻撃としてではなく愛ゆえの行為で完全に殺すために、肉体を食して一つになることで罪を共に背負うことを選ぶ。
全てが終わった後はニャーコやマキマが遺した犬たちと暮らしていたが、転生した支配の悪魔である「ナユタ」を岸辺から預けられ、共に暮らすこととなる。
第二部『学園編』では高校生として学校に通っている。自身がチェンソーマンであることを隠しながら引き続き悪魔の討伐をおこなっているが、内心では周囲に自分がチェンソーマンであることを打ち明けたいと思っている。
チェンソーの悪魔
演 - 夛田将秀、仲宗根豊
デンジが悪魔に変身した姿。赤チェンソーマン。
胸から生えたスターターロープを引っ張ることで変身する。変身すると頭部全体が、鋭い牙の生えたチェンソーのような形状になり、両腕からも腕を貫くようにガイドバーとソーチェンが生える。人や悪魔の血液をエネルギー源としており、どんなに深い傷を負っても胸のスターターロープを引っ張れば何度でも蘇ることができる不死身の存在だが、逆に貧血になると肉体の再生ができずに仮死状態に陥るという弱点も存在する。
戦闘時は常人離れした身体能力に加え、自身の肉体各部から突き出ている刃を高速回転させ、対象を荒々しく斬り刻む攻撃を得意とする。さらに数々の戦いを通じて肉体から突き出る刃の制御や出し入れ、伸ばしたチェーンを利用した移動や拘束などの応用もできるようになった。後にこの姿は仮のものであり、真の姿は地獄のヒーロー「チェンソーマン」であることが判明する。
チェンソーマン
ポチタの真の姿。デンジの自我が崩壊すると、こちらのチェンソーマンに変身する。黒チェンソーマン。
変身の際には、腹から腸のようなものが出てマフラーのように首に巻き付く。外見にデンジの面影はなく、通常時の変身よりも強大かつ凶悪な姿に変貌しているほか、戦闘力も大幅に増幅している。マキマ曰く「悪魔に最も恐れられる地獄のヒーロー」で、悪魔に助けを求められると現れるが、助けを呼んだ悪魔ごとあらゆる悪魔を殺し回り、自身は何度殺されても復活して蹂躙を続けるという滅茶苦茶な存在である。その活躍から怒りや畏怖、崇敬など様々な感情を悪魔から向けられている。
悪魔から恐れられる更なる理由として、悪魔を食べるとその名前を持つ存在をこの世から消し去ってしまうという能力を持っており、食べられた存在はあらゆる記録や個人の記憶から抹消されるため、その結果として作中の世界には「ナチス」「第二次世界大戦」「エイズ」「核兵器」「第六感」といった事物や概念が存在しない。
何者をも寄せ付けない圧倒的な強さでマキマと対峙したが、人々がチェンソーマンをヒーローと見なすようになり、恐怖されなくなったことで弱体化し、一度は敗北する。弱体化してからは、それまでのチェンソーの悪魔の姿に腕だけ鎧が備わったような見た目となっている。

ポチタ
声 - 井澤詩織
チェンソーの悪魔。デンジの相棒で、チェンソーを模した子犬のような見た目をしている。普段は「ワン」としか鳴かないが、稀に相手の意識内で会話することがある。
頭部から鼻先にかけてチェンソーの刃が生えており、作中ではデンジの武器や工具として活用されている。
瀕死で倒れていたところにデンジと出会い血を与えられ、「ポチタを助ける代わりにデンジを助ける」契約をし協力するようになる。悪魔でありながらデンジとは良好な関係を築いており、デンジが語る夢の話を楽しみにしていた。
デンジが殺害された際には「心臓をデンジに与える代わりにデンジの夢を自分に見せてほしい」と言い、再び契約してデンジと一体化する。その後はデンジの体の中で生き続けており、夢の中からデンジに語り掛けるようになる。
その正体は地獄のヒーロー「チェンソーマン」の成れの果てで、強力な悪魔との激戦で瀕死になり、弱体化した姿であった。チェンソーマンとなったデンジがマキマによって瀕死にされた際には、デンジの血に残されたパワーの残滓に自らの肉を与え、パワーとデンジの復活に大きく貢献する。
マキマとの最終戦ではデンジの策の一環としてデンジに成り代わってマキマと対決し、デンジを勝利に導いている。
「誰かに抱きしめてもらうこと」が夢であったが、強すぎたがためにデンジと出会うまでそれが叶えられることはなかった。
自分とも通ずる部分のあった支配の悪魔の心中を見抜き、夢の中でデンジにナユタを「たくさん抱きしめてあげて」とアドバイスを残す。
マキマ
声 - 楠木ともり
演 - 平野綾
デンジの上司となる女性。内閣官房長官直属のデビルハンターで、公安対魔特異4課のリーダー。１本の三つ編みにしたチェリーピンクの髪と同心円状の瞳が特徴的な麗人。
優しく人懐っこい一面と、非情で容赦のない冷徹さを併せ持ち、つかみどころがない性格。周囲の者を惹きつけるミステリアスな魅力の持ち主で、人間からも悪魔からも畏怖や憧れを抱かれる存在。
ゾンビの悪魔討伐に向かった際にデンジと出会い、彼を自身が担当する公安対魔特異4課に迎え入れる。癖者揃いの特異4課をまとめ上げる実力者で、肉体、精神、戦闘力のあらゆる面で常人をはるかに超越しているが、その出自や真意については謎が多い。
その正体は支配の悪魔。内閣総理大臣と契約しており、何度殺されても死なず、彼女への攻撃などは無作為に選ばれた日本国民の誰かへの病気や事故に変換される。「物事を掌握する力」を持ち、チェンソーマンが悪魔を食べて消えてしまった存在の名前もしばらくは憶えていられる。格下と見なした相手を意のままに操ることができる。
チェンソーマンには憧れを抱いており、彼の力を支配して「なくなったほうが幸せになれるもの」を消し去って「より良い世界」を作ろうとしている。その一方で、彼に食べられて消滅することもまた本望と語っている。
数々の任務の末にデンジの精神を崩壊させることでチェンソーマンを出現させることに成功するが、最終的にパワーの介入と再起を遂げたデンジの策に嵌まり敗北。最期は食べることでデンジの肉体と「一つになる」という奇策を取られたことで不死身の契約を無効化されて消滅する。
ポチタの見立てによれば、家族や対等な関係に飢えており、人が恐怖を抱くものを消すことで、恐怖による支配でしか他者と関われなかった自分が対等な関係を築ける世界を作ることも目的の一つだった。

早川 アキ（はやかわ あき）
声 - 坂田将吾（幼少期 - 村瀬歩）
演 - 梅津瑞樹
公安対魔特異4課の隊員で、デンジの3年先輩の男性。髪を後頭部の高い位置で結っている。両親（声 - 上田燿司、斎藤恵理）と弟のタイヨウ（声 - 中臣真菜）を銃の悪魔に殺され、復讐のためにデビルハンターになった。銃の悪魔討伐に命を懸けており、死すら厭わないほどの強い信念と高い実力を持つ。普段は冷徹に振舞っているが、根は心優しく情に厚い性格。バディの姫野とは付き合いが長く、互いに厚い信頼を置いている。また、マキマには「命の恩人」として好意を抱いている。
物語開始時点では狐の悪魔・呪いの悪魔と契約しており、戦闘においては悪魔の力を駆使して戦うが、度重なる悪魔の力の行使により残りの寿命が大きく削られている。サムライソードとの戦いで狐の悪魔に見限られ、呪いの悪魔の力も寿命が減りすぎて使えなくなったため新しく未来の悪魔と契約し、天使の悪魔とバディを組んで彼の作り出した寿命武器の刀で戦うようになる。
デンジとパワーが公安対魔特異4課に加入した後は彼らの監視役兼保護者として共同生活を送る。当初は自分勝手なデンジとパワーに手を焼いていたが、ともに暮らす内にかけがえのない存在になってゆき、悲願であったはずの銃の悪魔討伐作戦の際には彼らを失うことを恐れて不参加を要請するまでになる。しかし銃の悪魔迎撃のためにマキマの能力によって支配され、さらに銃の悪魔に肉体を奪われ銃の魔人となりデンジを襲う。混濁した意識の中で、デンジと雪合戦をする幻想を見ながら人々の殺戮を開始するも、最終的には人々の救いを求める声に答えたデンジによって倒される。しかし、その精神は最期の瞬間に弟と再会し、かつて出来なかった弟とのキャッチボールを果たすことで幸福に満たされていた。

パワー
声 - ファイルーズあい
演 - 甲田まひる
血の魔人。魔人としては比較的知能と理性があったためマキマに保護され、魔人でありながら公安対魔特異4課のデビルハンターとなる。容姿はおよそ10代後半程度の女性で、亜麻色のロングヘアー、頭頂部の2本のツノ、十字の文様が入った虹彩が特徴。一人称は「ワシ」で、老人語混じりの話し方をするが実際は子供っぽく、非常に自己中心的かつわがままな性格。
言ったことをすぐ覆すうえに虚言癖があり、かつ無責任で都合の悪い事態は責任転嫁する。元が悪魔だった故にプライドが高く傲慢だが、自分より強い相手には逆らわず自己保身を優先する傾向にある。
血を操る能力を持ち、血を固めて武器を生成したり、自分や他者の血液を操作することで止血を行うこともできるが、本人は魔人状態であるために他人の血の操作は苦手と述べている。また吸血することで自らの力を強化することができる一方で、逆に血を使いすぎると貧血になり動けなくなる弱点もある。血を吸いすぎると悪魔の力が強まり、角が伸び、本数も増える。
特異4課に加入したデンジのバディとなるも当初は人間を信用していなかったが、唯一心を許していた猫の「ニャーコ」をデンジに救われたことで信頼関係を築く。
デンジとバディを組んで以降はデンジと共にアキの自宅で暮らし、様々な任務で活躍するが、後に独自の思惑を秘めたマキマに殺害される。しかし以前にデンジに自らの血を吸わせていたことから、デンジの中で辛うじて生きながらえ、血の悪魔本来の姿で復活。致命傷を負いながらもマキマからデンジを護りきり、最期は「血を与える代わりに、いつか血の悪魔を見つけて再び友達になる」契約をし、デンジを復活させて消滅する。
83話ではマキマからチェンソーマンの眷属に数えられる。
血の悪魔
パワーの悪魔本来の姿。女性的な肢体の肉食獣のような姿をしており、4本の腕と顎下から腹部にかけて露出した臓物が特徴的。十文字の目や髪、ツノなど、魔人のときと近い特徴もある。血を操る能力が魔人のときより格段に強力で、他人の血で武器を生成して体の内側から切り裂いたり、空中に大量の武器を生成して発射させたりといった攻撃ができる。性格は全く変わっていない。

#### 学園編
三鷹 アサ（みたか あさ）
「学園編」の主人公。第四東高等学校に通う少女。肩の下まで伸びた黒髪を後ろで2つに束ねている。両親を悪魔に殺された過去を持ち、人々に持て囃されている悪魔のヒーロー「チェンソーマン」を嫌っている。
頑固で融通が利かない性格により周囲からは孤立しているが、根は真面目で繊細な常識人。また、内心では素直な生き方や、友だちや恋人を作ることに憧れている。
クラスで飼われることになった鶏の悪魔・コケピーとの交流で周囲に心を開きかけるが、誤ってコケピーを死なせてしまったことで、より孤立を深めてしまう。
その夜、クラス委員長が契約した「正義の悪魔」によって頭部顔面を切り刻まれ殺されかけるが、突如現れた戦争の悪魔に身体を乗っ取られたことで委員長を撃退。それ以降「戦争の悪魔（ヨル）」と身体を共有することになる。
チェンソーマンを倒すことができれば肉体を返すというヨルの言葉により、不本意ながら校内にある「デビルハンター部」入部を目指すこととなる。その過程で初めての友人となるユウコや、吉田ヒロフミ、デンジたちと接触する。
永遠の悪魔によって田無水族館に閉じ込められた際、文句やわがままを言った挙げ句に足を引っ張りデビルハンター部から孤立してしまうが、デンジがアサのことを面白いと言って肯定したことや、水族館の外に出るために2人で力を合わせたことでデンジを異性として意識するようになり、東京悪魔収容センターに囚われたデンジを助け出して以来、彼の心に寄り添う言動が増えてきている。
ヨル / 戦争の悪魔
ヨタカに似た不気味な姿をしている戦争の悪魔。チェンソーマンを倒すことを目的としている。
アサの身体を乗っ取り体を共有するようになってからは、便宜上ヨルと名乗る。アサの脳内で会話するときや、ヨルが肉体の主導権を握るときは、顔に大きな傷跡がついたアサの姿で登場する。
チェンソーマンを探すために勝手の判らぬ人間社会に適応せねばならないことから、アサの身体意識の全てを乗っ取ることをせず、アサの脳の半分を残すことで共存状態をとっている。高圧的で傍若無人だが、脅しの通じないアサの難儀な性格やお人好しぶりに頭を抱えたり、アサの意識誘導に引っかかったりと、どこか人間臭い部分がある。
自分の物だと認識した物体や生物、そしてアサに好意を持つ人間を武器に変える能力を持っており、武器の強さは、武器にされる人間に対してアサが罪悪感を抱いているほど強くなる。ヨルの意思でアサと体の主体となる表に出る人格を切り替えることが可能だが、アサの恐怖心が強くなっている間は人格を切り替えることができない。
チェンソーマンが該当悪魔を食べたことで「核兵器」や「第二次世界大戦」の存在が世界から消滅しているうえに、自身も何度も戦ったが敗けて体を食われて弱体化しているため世界に大きな戦争が起こらなくなっており、「戦争の恐怖」とともに自身が忘れられることを恐れている。
アサと脳を共有しているため、ヨルもデンジのことを1人の男性として見ており、言うことを素直に聞くデンジの姿や泣き顔を見て「かわいい」と思っている。料理を振る舞おうとしたり、キスをしたりと積極的に行動しており、「死の悪魔をデンジが倒したらセックスする」約束までした。
ナユタ
支配の悪魔。死んで地獄に落ちたマキマの再生体で、黒髪の少女のような姿をしている。岸辺の判断により、再びマキマのような危険人物に成長させてはならないと、デンジに預けられて共に暮らしている。
初登場は1部最終話だが、2部で本格的に登場となる。犬達の散歩を終え帰宅すると同時に、ヨルがデンジの唇を奪うのを目撃し、「泥棒」と言い放ち、アサ/ヨルの人格を一時的に犬に変えた。デンジに懐いており、笑い方やピースする癖など、デンジの影響を受けていることを示唆する描写がある。
デンジを黒いチェンソーマンにしようとしたバルエムの策により市民に惨殺され、その生首は寿司屋で食事をしていたデンジの目の前に晒された。
偽チェンソーマン
ポチタやデンジとは異なるチェンソーマン。ユウコを殺した。
キガの仲間であり、チェンソーマン協会の中枢にいる謎の人物。終末と救世の思想を語る彼を見て、デンジとアサはチェンソーマンはこんなやつではないと断言する。落下の悪魔とも戦うが太刀打ちできず撤退した。

### 公安

#### 公安対魔特異課
公安警察における、対悪魔を目的とした部署の一つ。福利厚生が厚く、給与目当てで就職する者も多いが、その性質上民間で対処出来なかった強力な悪魔と対峙するため殉職者が後を絶たない。所属する者は1年後までに大抵死ぬか、民間のデビルハンターに転職するとのこと。とりわけ対魔特異4課は実験的部隊とされ、魔人や悪魔が隊員として所属している。作中で銃による襲撃で大半の人員が殉職したため、1〜3課は4課と合併された。
姫野（ひめの）
声 - 伊瀬茉莉也
演 - 佃井皆美
デンジの先輩で、アキのバディ。隻眼で眼帯がトレードマークの美女。明るくノリのいい性格。酒好きだが酒乱であり、酔うと奇行が増える。酔った勢いで一度はデンジを自宅に連れ込み性行為に及びかけるも、互いに別の想い人が居ることを知ったことで「友達」となった。父と妹（声 - 松本沙羅）がおり、実家に仕送りをしている描写がある。
自身の右目を代償に幽霊の悪魔と契約しており、不可視、不可触の腕を自由自在に操ることができる。デビルハンターとしての経歴は長く、過去5人いた彼女のバディはいずれも殉職している。その影響かアキとバディを組む以前は暗くシビアな性格だった。アキに好意を持っており公私ともに依存しつつも、内心ではアキが公安を辞めて穏やかに生きることを望んでいる。愛煙家であり、元々は嫌煙だったアキをなし崩し的に喫煙者にした。特異課襲撃の際にサムライソードに銃撃された後、アキを護るため幽霊の悪魔に自身の全てを捧げて戦うも、ヘビの悪魔に幽霊の悪魔を喰われ肉体が全て消滅する。

東山 コベニ（ひがしやま こべに）
声 - 高橋花林
演 - 岩田陽葵
デンジの同僚で新人の小柄な女性。20歳。同じく新人の荒井とバディを組んでいたが、彼の死後は暴力の魔人とバディを組むことになった。姫野曰く「引っ込み思案だけどかなり動ける」。契約している悪魔は秘密。本人は大学進学を望んでいたが、優秀な兄を大学に行かせるため、嫌々ながらデビルハンターになった。9人兄妹で、所謂毒親に搾取される荒んだ家庭環境を持つ。小心者で精神的に脆い部分があるが人並み外れた身体能力を持ち、対人での戦闘力は非常に高い。
給料を貯めて自動車（フィアット・500、通称コベニカー）を購入したが、パワーにアメリカの刺客の長男を撥ねるのに利用され、その後の戦いの中で大破してしまう。その後デンジらと共に地獄に送られてしまうが暴力の魔人に守られて生還、ついに公安を辞職した。
辞職後はハンバーガーチェーン店『ファミリーバーガー』に勤めていたが、店長や店員からパワハラを受け「助けて」と零した事でチェンソーマンを呼び寄せる。「女とデートをしたい」というデンジの夢に付き合わされる形でチェンソーマンに連れ回された挙句、マキマとチェンソーマンの戦いに巻き込まれる。その後は元に戻ったデンジと共に岸辺に匿われ、命を落としかねない状況に怯えながらも両親から離れられることに安堵していた。

荒井 ヒロカズ（あらい ひろかず）
声 - 八代拓
演 - 鐘ヶ江洸
デンジの同僚で、コベニとバディを組む新人の男性。22歳。趣味は俳句。姫野曰く「実力不足だけどやる気は十分」。狐の悪魔と契約している。大柄な体格と生真面目な性格をした堅物だが、繊細で面倒見のいい一面もある。幼少期は母親がよく酔って帰ってきたらしい。
当初はデンジのことは快く思っていなかったが、永遠の悪魔との戦いでデンジに助けられたことで認識を改めたのも束の間、特異課襲撃の際にコベニを庇って射殺された。

円（まどか）
声 - 武藤正史
演 - 船木政秀
特異4課所属のデビルハンターだった男性。顔の切り傷と眼鏡が特徴で、甘いものが好物。特異課襲撃の際には行動を共にしていた女性課員（声 - 國府咲月）は死亡するが、彼自身は生存。その後は公安を辞職し、民間のデビルハンターとなった。

伏（ふし）
声 - 小林親弘
特異4課所属のデビルハンター。丁寧な物腰でIQ134の知性派。しかし、特異課襲撃の際に奇襲を受け、行動を共にしていた大柄な体格の男性課員（声 - 黒澤剛史）と共に呆気なく射殺された。

岸辺（きしべ）
声 - 津田健次郎
演 - 谷口賢志
姫野、早川の師匠である初老の男性。年齢は50代。初登場時は公安対魔特異1課所属で、後に合併された特異4課の隊長を務めることになった。口の左にある縫い跡が特徴的なほか常に無表情で、何を考えているのかわからない印象を与える。特異課襲撃の後、サムライソード打倒に備えてデンジとパワーの稽古をつける。
「悪魔が恐れるデビルハンターは頭のネジがぶっとんでるヤツ」という持論を持っており、好きなことは酒と女と悪魔を殺すことと語るなどエキセントリックな面が目立つ。仕事の際には冷静沈着かつ冷酷に振舞っているが、根は人情家で、仲間想いの性格。
自称「最強のデビルハンター」で、老いとアルコールにより実力に衰えはあるものの、それでもマキマを除けば公安所属のデビルハンターの中では最強という超人的な戦闘力を持つ。ピンツィによれば爪の悪魔・ナイフの悪魔・針の悪魔と契約しているが、契約の対価として払えるものは体に残っていない。
当初からマキマを警戒しており、マキマがチェンソーマンを復活させた際には、彼女のマンションを機動隊やデビルハンター達を率いて襲撃するが失敗。自意識を取り戻したデンジとコベニを匿い、デンジの最後の戦いに協力する。全ての決着がついた後、中国から拉致してきた、生まれ変わった支配の悪魔であるナユタをデンジに預け、自身は姿を晦ましている。
かつては9年以上クァンシとバディを組み、また彼女に惚れてアプローチをかけていたが、彼女が女の方が好きであることから諦めている。

ビーム
声 - 花江夏樹
サメの魔人。筋肉質な男性の肉体を持つ。頭の上半分がサメの頭部と背鰭を模したような形になっており、耳も人間のものより尖っている。戦闘時には頭部全体がサメになり、目標に喰らいついて攻撃する。短時間であれば悪魔本来の姿にもなれる。地中や壁などあらゆる場所を泳ぐことが可能で、普段のパトロールの際には頭頂部の鰭だけ地上に出して地面に潜んでいる。
非常に凶暴で普段は会話もできないほどだが、マキマには頭が上がらないようで彼女には忠実。また、チェンソーの悪魔の過去を知る人物の一人で、デンジのことを「チェンソー様」と呼び慕っている。
レゼと台風との戦いでは大いに活躍するが、闇の悪魔との戦いでは、デンジを復活させるために彼に血液を分け与えた後、殺されてしまう。83話ではマキマからチェンソーマンの眷属に数えられる。
サメの悪魔
ビームの本来の姿。丸く大きな3対の目、たてがみのような複数の背鰭、昆虫の足のように変化した2対の胸鰭など、通常のサメの特徴を誇張したような見た目をしている。機動力に長け、作中では、デンジを背に乗せて台風の悪魔の体表を駆け回り、その撃破に大きく貢献した。

天使の悪魔（エンジェル）
声 - 内田真礼
頭上の光輪と一対の羽を備えた、中性的な天使の姿をした悪魔。羽は防御等に活用することもできる。性別は男性。姫野の後任でアキのバディとなる。
覇気に欠け、常に気だるそうにしているほか、「働くくらいなら死んだほうがマシ」など、自らの死を望むような発言も多いが、マキマによれば、怠け癖がなければ岸辺の次に強い。他の悪魔の例にもれず、人の苦しみを望んでいる旨の発言をしている一方、天使らしい慈悲や気遣いを覗かせることもある。
特殊な悪魔らしく、悪魔ながら人間に敵意を抱いていないものの、意思とは無関係に、触れた人間の寿命を吸い取る能力を持っている。彼自身はこの能力を「死を呼んでしまう」として嫌っている。
吸い取った寿命を変換して武器を造ることもでき、アキの新しい刀も彼の能力で造ったもの。武器は使用する寿命に応じて強力になり、召喚する際は光輪から引き出す。かつては漁村らしき場所を故郷として人と交わって暮らし、思い人すらいたが、マキマに操られて村の人間の寿命を全て吸い取っており、その記憶を消されている。
闇の悪魔との戦いで両腕を失う。アキと共にマキマに相談に行き、アキがマキマに操られる様子を見て記憶を取り戻し、反旗を翻すが再支配されてしまう。83話ではマキマからチェンソーマンの眷属に数えられる。

暴力の魔人（ガルガリ）
声 - 内田夕夜
ペストマスクとガスマスクを合わせたような仮面を装着し、パーカーのフードを被った男性。特異課の統合以降は、コベニとバディを組んで活動している。魔人の身でありながら強すぎるため常に毒の出る仮面で力を制御されているが、それでも蹴り技を筆頭とする格闘能力では無類の強さを発揮する。仮面の下は人間に近い顔をしているが目が2対ある。
暴力を冠する物騒な名前とは裏腹に、本人は争いを嫌う気さくで明るい性格をしており、フレンドリーな言行も多い。人間としての脳が多く残っているらしく、乗っ取った人物が生前に通っていた学校や定食屋の記憶が残っており、マキマに助けられたことも覚えているが、なぜその人物が亡くなったかは覚えていない。
闇の悪魔との戦いでは仮面を外して全力で応戦し、満身創痍になりながら奮戦するも敗れて死亡する。
83話ではマキマからチェンソーマンの眷属に数えられる。

蜘蛛の悪魔（プリンシ）
声 - 後藤沙緒里
人間の女性に似た上半身と蜘蛛のような多脚を備えた悪魔。顔には正中線に沿ってファスナーのような溝が走っている。人間に友好的だが、癇癪で安易に人を殺すとして警戒されている。常に無表情だが、マキマには忠実で彼女に付き従っている。
多脚を利用して天井を移動したり、脚で敵を貫いたり切り裂いたりする。また、体のファスナーを開くことで任意の物を召喚する能力を持っている。
83話ではマキマからチェンソーマンの眷属に数えられる。
セラフィム
チェンソーマンの眷属。イナゴのような頭部と羽をもつ。
ドミニオン
チェンソーマンの眷属。黒髪と四つの目、四つの耳をもち、ネコ科動物のような顔立ちをしている。
ヴァーチェ
チェンソーマンの眷属。頭部が無く、手足の先がハサミのような形状になっている。

#### 公安対魔2課
野茂（のも）
右頬から口にかけて大きな傷痕がある男性。狐の悪魔の手を使う。2課時代の早川の先輩。早川に期待しており、自身が副隊長になった暁には彼を2課に引き抜くと言っている。レゼの襲撃に遭い、重傷を負いながらも応戦するが死亡。
加藤（かとう）、田辺（たなべ）
遠隔で相手の内臓にカビを生やす能力を使えるが、不死の再生能力を持つレゼを倒すことはできなかった。レゼの爆発に巻き込まれ生死不明。
副隊長
対魔2課の副隊長。アキと同様に契約悪魔は狐（頭）。命の危機に際しても合コンの心配をするなど飄々とした男。レゼによって殺された。
古野（ふるの）
声 - ソンド
サムライソード一味との再戦時、神奈川県警警部補の椎名（声 - 三瓶雄樹）と共に登場。岸辺より建物の出入口の封鎖を任されていた。

#### 京都公安
黒瀬 ユウタロウ（くろせ ゆうたろう）
声 - 河西健吾
演 - 阿瀬川健太
京都公安所属の男性。鼻から左頬にかけて切り傷がある。罰の悪魔と契約している。特異課襲撃の後に特異4課の指導に来訪、早川に未来の悪魔との契約を結ばせた。早川同様に銃の悪魔への恨みでデビルハンターになったが、復讐はすでに諦めている。ゆえに愚直に復讐を目指す早川には苛立ちを感じているが、一方でその身を案じて激励を送った。
学生時代はサッカー部に所属していた。兄がいたが、悪魔に食べられ亡くなっている。東京にミサという名の恋人がいる。マキマの要請を受け、デンジ護衛任務に参加するべく東京まで車で移動する道中で、アメリカからの刺客の三兄弟によって天童・スバルと共に射殺された。その後、銃の悪魔との対決の際にマキマの支配を受けた状態で召喚される。

天童 ミチコ（てんどう みちこ）
声 - 上田瞳
演 - 三枝奈都紀
京都公安所属の女性。長身で、鼻から右頬にかけて切り傷がある。ジョーイ曰く「いい女」。黒瀬と同じく罰の悪魔と契約している。黒瀬とバディを組んでおり、ともに特異4課の指導に来た。黒瀬・スバルと共に、デンジ護衛任務に召集されるも道中で射殺される。その後、黒瀬と同様に銃の悪魔との対決の際にマキマの支配を受けた状態で召喚される。

スバル
京都公安対魔1課所属の男性。黒瀬の師匠であるほか、宮城公安の指導に当たったこともある。実力者のようだが、黒瀬らとともに射殺された。

#### 宮城公安
日下部（くさかべ）
宮城公安対魔2課所属の男性。明るい色の髪をオールバックにし、黒縁眼鏡をかけている。几帳面な性格で、デンジの言葉遣いやパワーの偏食にも厳しく注意する。石の悪魔と契約しており、魔法陣の上に立ち息を吹くことで相手を石に変えることができる。
対人護衛のエキスパートとして、玉置や吉田とともにマキマからの要請でデンジ護衛任務に参加する。闇の悪魔との戦いでは、両腕を奪われながらも血で魔法陣を描き石の悪魔の力で立ちむかうが敵わず、逆に石の悪魔を砕かれて自身の体も石になり、砕けてしまった。

玉置（たまき）
宮城公安対魔2課所属の男性。日下部のバディ。坊主の髪型で額にホクロがあり、目の下に隈ができている。冷静沈着で寡黙な仕事人だが、デンジを囮に使ったことを本人に謝罪するなど良識も弁えている。
日下部と共にマキマの要請でデンジ護衛任務に参加する。闇の悪魔との戦いではクァンシと共に闇の悪魔に立ち向かうが、返り討ちに遭い、死亡した。

#### その他（公安）
中村（なかむら）
公安のデビルハンター。宮城か東京かは不明だが対魔2課に所属。デパートで刺客に襲われたデンジ一行に加勢したが、自己紹介をしようとしても他の人間に遮られるなど不憫な扱いを受けている。狐の悪魔（手）と契約している。クァンシに奇襲された際に首を切断されて死亡した。
人気投票ではサムライソードや荒井を抑えて20位にランクイン。

### 民間デビルハンター
吉田 ヒロフミ（よしだ ひろふみ）
高校生であり民間デビルハンター。デンジ護衛任務のために雇われた。岸辺とは知り合いの仲。光のない黒目、長い前髪、口元のホクロ、左耳の大量のピアスが特徴。「蛸の悪魔」と契約しており、蛸の触手や墨など多彩な戦法を持つ。
常ににこやかで人当たりのいい気さくな性格だが、敵に対しては冷徹に容赦なく殺す。己を三流と謙遜しているが、クァンシと攻防が成立するレベルの実力者である。サンタクロースによる地獄送りを免れ、特に負傷なく戦いを終える。
第2部『学園編』で、アサとデンジが通う高校に転校生として登場した。公安入りしており、チェンソーマンの正体がデンジとバレるのを阻止するよう図るが、説得に難航することになる。1部では飄々として底を見せなかったが、2部にてわりとまともな性格であることが判明した。

### 武器人間
悪魔でも魔人でもない不死の存在であり、様々な武器の名を冠した悪魔に変身することができる。武器人間とは仮称であり、チェンソーマンによって名前を奪われているため正式名称はないが、彼らは暫定的に『武器人間』と呼ばれている。第1部終盤にて、マキマの支配のもとに「公安対魔特異5課」として集結し、チェンソーマンと戦った。マキマの死後は姿を見せていなかったが、2部にて何人かが「ウェポンズ」と名乗りチェンソーマン協会に協力している。
武器人間・刀（サムライソード）

沢渡アカネと銃の悪魔に利用され、武器人間となった。公安対魔特異5課メンバー。
武器人間・爆弾

ソ連の工作員。公安対魔特異5課メンバー。
武器人間・弓矢

最古のデビルハンター。日本の公安に所属していたこともある。公安対魔特異5課メンバー。
須郷ミリ（すごう みり）
公安対魔特異5課メンバー、チェンソーマン協会ウェポンズメンバー。武器人間・剣。ソードマンを名乗る。
ジャケットの下にパーカーを着た、軽薄な印象の青年。趣味はランニングとピアノ。
仕込み刀のようになった右手を引き抜くことで長剣の武器人間に変身する。変身すると、腕に両刃の剣が生え、頭部にもウサギの耳のように剣が生える。
武器人間・槍
公安対魔特異5課メンバー、チェンソーマン協会ウェポンズメンバー。
眼鏡と短髪が特徴の、落ち着いた印象の男性。喫煙者。脊髄から槍を引き抜き変身する。変身すると頭部がテンガロンハットのような形状になる。引き抜いた槍はそのまま武器として使用する。
武器人間・鞭
公安対魔特異5課メンバー、チェンソーマン協会ウェポンズメンバー。
くせ毛と吊り目が特徴の、ジャケットを肩にかけた勝気な印象の女性。指を鳴らすことで変身する。変身すると、頭部と腕が多数に枝分かれした鞭のような形状になる。
バルエム
公安対魔特異5課メンバー、チェンソーマン協会ウェポンズリーダー。武器人間・火炎放射器。
オールバックとゆったりとした話し方が特徴の男性。スイッチとなった奥歯を動かすことで変身する。変身すると、両腕が火炎放射器の銃部に、頭部が燃料タンクとなり、炎を放つことができるようになる。
公安によってチェンソーマンに変身することを止められているデンジに対して、チェンソーマンに変身するよう、脅迫まがいの交渉を図る。

### チェンソーの心臓を狙う者たち
永遠の悪魔
声 - 近藤浩徳、駒谷昌男、斉藤こず恵、篠原侑
ホテルに潜み、同化していた悪魔。出動した特異4課を閉じ込め、デンジの心臓を要求したものの、デンジに三日三晩、死を望むまで痛めつけられ、自らの心臓を差し出す最期を迎える。
死んで地獄に落ちたが、別個体として再生した。第二部ではキガに使役される形で登場。デンジやデビルハンター部の面々を水族館に閉じ込めるが、アサが水族館を「水族館槍(アクアリウムスピア)」に変えたことで脱出され、ヨルに倒された。

沢渡 アカネ（さわたり あかね）
声 - 大地葉
演 - 新原ミナミ
ショートカットでヘビのような虹彩を持つ少女。元は民間のデビルハンター。ヘビの悪魔と契約している。自身の爪などを代償に、尻尾で攻撃させたり、対象を丸呑みにさせたりする。丸呑みにした悪魔を吐き出させ、そのまま使役することもできる。
詳しい経緯は不明だが、銃の悪魔と契約して2万円と交換でヤクザたちに銃を流し、また「ヤクザの孫」を改造して刀の悪魔の心臓を移植し、特異課を半壊させた。再戦にて、蛇の悪魔の能力で得た「姫野の幽霊の悪魔」を使役するが、アキとコベニに敗れる。
尋問の前にヘビの悪魔に首を刎ねられ、謎を多く残したまま死亡した。死体はマキマに回収されており、銃の悪魔との決戦時、彼女の能力の生け贄の一人として再登場している。

ヤクザの孫
声 - 濱野大輝
演 - オレノグラフィティ
デンジを雇っていたヤクザ老人の孫。長いモミアゲが特徴的な男。彼を名前で呼ぶ者は登場していないため本名は不明で、デンジからは「モミアゲマン」、岸辺からは「サムライソード」、沢渡やヤクザの部下たちからは「若」と呼ばれる。ヤクザの組長（声 - 松山鷹志）の意思とは関係なく部下を引き連れ行動している。
祖父を盲目的に敬愛しており、自分や祖父の正当性を疑わず、デンジを祖父の仇として恨んでいる。一方で、他者に対しては高圧的で見下すような態度をとる。ひたすら自分本位に都合のよい言動が多い。
沢渡に身体を改造されて心臓が刀の悪魔になっており、刀の悪魔に変身することができる。デンジの同類の武器人間（悪魔でも魔人でもない存在）であり、絶命しても条件を満たせば蘇る。初戦ではデンジを圧倒したが、再戦にて敗北して捕らえられた。警察に引き渡される前に、姫野の復讐という名目でデンジと早川に股間を蹴られ続け悶絶した。
逮捕後の処遇は不明であったが、後に公安対魔特異5課の一員として、記憶を書き換えられた形で再登場する。
刀の悪魔（サムライソード）
演 - 吉岡将真
彼が悪魔（武器人間）に変身した姿。仕込み刀のようになった左手を引き抜いて抜刀することで変身する。
変身すると、長大な刀が頭を後ろから前に貫くようにして水平に生え、その刃の部分とツバが一体化した軍帽のようなものも現れる。頭部は黒い肉質に覆われ目などの感覚器は確認できないが、口は歯が剥き出しになったものになる。腕からも、腕を貫くように刃が生える。
戦闘では主に両腕の刃を使うほか、身を屈めて構えを取った後、高速で突進しながら刀を振り抜く居合斬りのような攻撃を得意としている。

レゼ
声 - 上田麗奈
カフェ「二道」でバイトする女性。明るく天真爛漫な性格の美女。黒髪と、側面にリングが付いたチョーカーが特徴。雨宿りのために入った電話ボックスでデンジと出会ったことで交流を持ち、彼にとって二人目の「好きな人」となる。
学校に通ったことがなく若い身空で危険な仕事に就くデンジを案じて、度々デートに誘い、アプローチをかける。
その正体は、かつてソ連軍が国に尽くす戦士を育てるために人体実験の要員として集めた「モルモット」と呼ばれる子供達の一員。
爆弾の悪魔に変身することができ、デンジのような、悪魔でも魔人でもない存在であるとされる。その素性には謎が多いが、悪魔の間では名の知れた存在であるとされる。
駆け落ちの提案を断ったデンジに牙を剥いて心臓を奪おうとし、一時はデンジを瀕死にまで追い込むも、復活したデンジに一瞬の隙を突かれて海に引きずり込まれ敗北する。
戦闘後、今度はデンジの方から駆け落ちを提案され、心揺れるも、マキマと天使の悪魔に殺される。
後にチェンソーマンとなったデンジに対抗するための公安対魔特異5課の一員として、記憶を書き換えられた形で再登場。
「 モデルにした「人狼 JIN-ROH」てアニメ映画とかなり似ている所があって、「人狼 JIN-ROH」は女の子が爆発で死ぬシーンから主人公の物語が始まっていくんですけどあの子とレゼはかなりポージング似ていたり、いろいろなものが似ています」と作者は公言している。
爆弾の悪魔
レゼが悪魔（武器人間）に変身した姿。首の右側にあるリング（手榴弾のピンのようなもの）を引き抜くことで変身する。変身は首から上が爆発したあと衣装が生成され、煙の中から頭部が現れて完了する。
変身すると、頭部が航空爆弾を模したようなものに変化し、導火線状のもので編まれたオペラグローブと、ダイナマイト状のものが連なったエプロンを身に纏う。頭部には目と思われる切れ込みと、剥き出しの牙が並んだ口が確認できる。
戦闘では主に、自身を起点とした爆発による攻撃を行うが、攻撃手段や応用は幅広く、デンジやサムライソードよりも練度の高さが見て取れる。作中では火花を飛ばして離れた場所に爆発を起こしたり、徒手格闘に爆発や爆風を付与し、速度や破壊力を強化するなど様々な戦法を見せている。

台風の悪魔
モヒカン男と組んで行動していた悪魔。露出した脳と腸が周囲を取り巻いた巨大な赤子という、異様な姿をしている。当初は排水溝に流れ込む水の渦として現れていたが、後に本体が明らかになった。関係性は不明だが、レゼには頭が上がらない様子。
風雨を操る強力な悪魔で、モヒカン男がデンジを狙った際に、レゼがいるとは知らずに2人を学校に閉じ込めるために雨を降らすが、それをレゼに咎められ、許す代わりに服従を強いられる。
レゼと特異課との戦闘に加勢し、強風を巻き起こして天使の悪魔やアキに死を覚悟するほどの苦戦を強いるが、デンジとビームの共闘で身体をバラバラにされた。
死んで地獄に落ちたが、別個体として再生した。三鷹アサの母の死の原因となった。

モヒカン男
台風の悪魔と組んで行動していた男。目の焦点が合っていないほか、顔を上から下に跨ぐように火傷のような跡がある、異様な風態の男。殺し屋と思われ、ターゲットにとって大切な人を人質に取り、ターゲットを屈服させて殺す手法を得意とする。デンジを狙ってレゼとデンジがいる学校に忍び込み、トイレに発って1人になったレゼを人質に取ろうとするが、反撃に遭い、殺害された。

アメリカの刺客
アメリカからの刺客で、三人兄弟。デビルハンターだが、殺し屋まがいの仕事も請け負っている。3人とも皮の悪魔と契約しており、変装してターゲットと接触することを得意とする。過去に何度も死線をくぐってきた経験から自分たちに「不死身」と自信を持っている。国からの依頼によってデンジをアメリカへ拉致するべく来日。

長男
名前は不明。長い前髪とアゴヒゲが特徴。仕事の際には前髪を七三分けにする。兄弟の中ではクールで落ち着いた性格。弟たちと共に黒瀬らを殺害し、黒瀬に変装してデンジらと接触するが、パワーが運転するコベニの車に撥ねられ、後頭部を強打し、死亡した。

ジョーイ
次男。無造作に伸ばした髪を上げたボサボサの髪型が特徴。陽気で軽薄な性格。長男からはバカと称されている。弟と共に一般人に変装してデンジたちに近づくが、兄の死を目の当たりにして動揺。パワーに復讐しようと意気込むが、間もなく追ってきた吉田に殺害された。

アルド
三男。右目をまたぐように縦に2本走った傷が特徴。慎重で弱気な性格で、人を殺すと嘔吐してしまう。ジョーイと共に一般人に変装してデンジに近づくが、長兄の死を目の当たりにして動揺。ジョーイを殺した吉田と遭遇するが、嘔吐していたことからプロらしからぬと見なされ奇跡的に生還する。その後黒瀬に変装して黒瀬の友人である友野に匿われた際、黒瀬の人生を思って泣いてしまう。しかし友野の言葉によって奇しくも覚悟が決まり、行動に出るが戦果は振るわず、レベル違いの強者たちの激戦に入り込む余地もなかった。戦闘終了後、「ハロウィン」と泣きながら叫んでいる様子がテレビニュースに映り込んで以降は消息不明。

サンタクロース
ドイツからの刺客。前髪と側頭部以外が禿げ上がった、小柄な老爺。左目が外側に向いた斜視。ターゲットへの攻撃を「プレゼント」と称し行動する。国からの依頼でデンジを狙って来日する。知名度は高いが全容は知られていない。岸辺からは「サンタクロースに悪魔を使われたら終わり」と警戒されている。自分が直接デンジと接触することはなく、人形を操って人海戦術でデンジを狙う。
その正体は真のサンタクロースによって、精巧な人形にされた人物。彼女の操り人形として、自らと養子たちの心臓を差し出して地獄の悪魔との契約を果たし、デンジたちを地獄へ送る。

トーリカ
ソ連からの刺客。狩りをしながら「師匠」と共に暮らしている青年。
表情や感情の機微に乏しく、動物を狩ることに関しても特に感慨を抱いていないドライな人物であるが、一方で師匠の余生を案じたり、師匠の前では笑顔を見せたりするなど、師匠のことは敬愛している様子。国からの依頼で、デンジの心臓を奪うべく師匠とともに来日する。
デンジを待ち伏せして呪いの悪魔の発動条件を完遂し、呪殺に成功するが、直後に師匠の裏切りに遭い『精巧な人形』にされてしまう。操られるままに地獄で闇の悪魔との契約を代行した。

トーリカの師匠
トーリカと共に狩りをしながら暮らしている妙齢の美女。寿命が残り半年しかない。
国からの依頼で、デンジの心臓を奪うべく来日する。柔和で人懐っこく穏やかな雰囲気を持つが、デンジ本人にすら気付かれずに攻撃を加えるなど力量は計り知れない。
その正体は真のサンタクロース。ドイツのサンタクロースは、あくまで外交や契約を代行する傀儡であった。人形の悪魔と契約している、自らが人形の悪魔であるという2通りの自称があり詳細不明。呪いの悪魔とも契約しており、アキとは条件が異なっている。
大量の人間を人形に変化させて操るほか、事前準備を施すことでより人間に近い『精巧な人形』を作ることもできる。精巧な人形は人間として判定されるため、悪魔と契約したり対価を支払うことができる。真の仕事はマキマを殺すことであり、デンジをチェンソーの心臓として闇の悪魔に差し出し、対価に闇の悪魔の肉片を得て取り込み、パワーアップする。以後は暗闇で体を修復したり、人形のパーツを集めて自ら大型の人形になるなどの力を見せた。
闇の力を得て、マキマに襲撃をかけて追い詰める。しかしデンジにペースを乱され、闇と人形の力を攻略され、身体をバラバラにされる。身動きがとれなくなった隙にコスモの大技を命中させられ、「ハロウィン」と呻きながら焼死する。

クァンシ
中国からの刺客。右目に眼帯をした気だるげな銀髪の美女。
4人の女性型魔人を愛人として常に侍らせている同性愛者で、報酬として彼女たちに人権と義務教育を与えることを条件に、デンジを捕えるべく来日する。常に眠たげな表情を崩すことなく仕事に対する熱意も感じさせないが、岸辺曰く「素手の殴り合いなら人類最強」らしく、常人離れした実力と身体能力を持つ。何らかの悪魔の能力により、対象に剣を振りかざした後に「死体が喋っている」という意味の言葉を誰かが述べると対象が切断される。サンタクロース曰く『最古のデビルハンター』であり、岸辺とはかつてバディを組んでいた。「この世でハッピーに生きるコツは無知でバカのまま生きること」という持論を持っており、マキマ殺害を画策する岸辺に、手を引くよう忠告を送った。地獄で闇の悪魔にバラバラにされて死亡したが、地上でツギハギに蘇生され、サンタクロース打倒の為にデンジと共闘した。サンタクロースを倒した後は共闘の終わりを告げると同時にデンジの首を落とすも、直後に現れたマキマの剣の一閃により、魔人たちと共に首を落とされ、かつてのバディであった岸辺の目の前で死亡した。
後にデンジに対抗するための公安対魔特異5課の一員として、記憶を書き換えられた形で再登場。
青年期の岸辺とバディを組んでいたが、その頃から容姿が殆ど変化していない。

名称不明
クァンシが悪魔（武器人間）に変身した姿。姿と能力から弓矢の悪魔と推測される。右目の眼窩に隠された矢を取り出すことで変身する。変身すると、頭部が矢のような刺々しい装飾と、弓を模した角が生えたものになり、両腕にも複数の矢がつがえられた弓が現れる。大量の矢を高速で発射することができ、非常に高い殲滅力を持っている。

ピンツィ
クァンシに付き従う魔人。黒髪をポニーテールにした少女。ポニーテールの先にデフォルメされた怪物のような顔が付いており、自律して動いたり表情を変えたりしている。指で作った輪を通して見ることで、対象についての情報を見られる能力を持っている。
クァンシに心酔しており、また理性も高いため一番クァンシと会話する機会が多い。クァンシや他の魔人には丁寧語で接しているが、仕事の報酬にドーナツを望むなど子供らしい面もある。闇の悪魔に殺され、サンタクロースとの闘いの最中に人形にされる。

ロン
クァンシに付き従う魔人。無造作に伸びた黒髪と頭頂部から後方に伸びる2本の角、手錠が特徴。口から火を吐く能力を持つ。無口だが発声はできる。大人しい性格だが、回転寿司の皿を噛み砕いて食べるなど、理性の高さは定かではない。ピンツィと同じく闇の悪魔に殺され、サンタクロースとの闘いの最中に人形にされる。

コスモ
クァンシに付き従う魔人。跳ねた髪をお下げしているほか、頭の右側から脳と眼球が垂れており、垂れた脳みその一部をリボン結びにしており、虹彩にはハートの模様がある。表情と動きが豊かで活発な性格だが、「ハロウィン」としか言わず、コミュニケーションは不全。彼女に話しかけられた際に「ハロウィン」と聞き返した者は、彼女同様「ハロウィン」を連呼し続ける、もしくは語尾に「ハロウィン」がつくようになる。
その正体は、全宇宙のあらゆる知識を有した宇宙の魔人で、図書館のような精神世界へ他人を連れ込むことができる。精神世界では理知的で達観したような話し方をする。精神世界へ連れ込んだ標的の脳へ森羅万象の知識を流し込み、無力化する。曝露した者は、死ぬまでハロウィンのことしか考えられなくなり、コスモ同様にコミュニケーションは不全となり「ハロウィン」としか言えなくなる。その能力によってサンタクロースを倒すが、闘いの後はクァンシと共にマキマに首を落とされ、死亡した。

ツギハギ（仮称）
クァンシに付き従う魔人。体中に縫い跡があり、口も縫い合わされているほか、白目が黒く染まっているといった特徴がある。全くの無表情であり、言葉も一度も発しておらず、また常に人形のようにぐったりとしているなど、人物像には謎が多い。岸辺の襲撃を逃れ、続くサンタクロース戦では、闇の悪魔にバラバラにされたクァンシの頭部を拾い、武器人間として蘇生させた。闘いの後はクァンシと共にマキマに首を落とされ、死亡した。

### 第四東高等学校
「学園編」の舞台となる、東京で一番大きな高等学校。「デビルハンター部」なる部活動が存在する。
委員長
アサのクラスで委員長を務めている少女。クラスで孤立するアサを気にかけていたが、内心では愛する田中先生がアサに対して恋愛感情を抱いていたため、アサを妬んでいた。
コケピーの墓参りに向かう最中、本性を現して正義の悪魔に変貌、そのままアサを殺害しようとするが、ヨルがアサの身体を乗っ取ったため失敗に終わり、そのまま戦闘に突入。「田中脊髄剣」で切断された腕を手榴弾に変えられ、田中先生と共に爆殺された。

田中先生
アサのクラスの担任。気さくな性格で生徒からの人気も高いが、教員でありながら生徒に対して恋愛感情や肉体関係を持つなど問題がある。アサや委員長と共にコケピーの墓参りに向かう途中で、アサの身体を乗っ取ったヨルに「田中脊髄剣」と称した武器に変えられて酷使された挙げ句、委員長と共に爆殺された。

コケピー
「命の大切さを知る」という名目で、3ヶ月後に処分される予定でアサのクラスで飼育されることになった鶏の悪魔。外見は首なし鶏マイクのような首のない鶏で、野良猫よりも弱い。クラスのみんなと打ち解け、アサも心を開いたことで処分は撤回になるが、委員長に転ばされたアサの下敷きになり死亡した。

ユウコ
アサと同学年の別クラスで、「デビルハンター部」の入部希望者としてアサやヒロフミと組む。ショートカットでメガネを掛けている。
明るく快活な性格で、コケピーの一件でクラスでいじめられるようになったアサを気遣うなど友好的に接する。「コウモリの悪魔」に襲撃を受け負傷し気絶するが、ユウコを武器化しようというヨルの意見を無視したアサによって助け出される。
実は正義の悪魔と契約しており、その影響で他人の心が読めるようになると同時に異形の姿に変異する能力を獲得している。アサのいじめを止めるために学校で同級生達を殺そうとしたところ、ヨルの正体を知ったユウコを殺すために現れたヨルと交戦する。思考を読む異能で、ヨルには善戦するが、アサに斬られて死にかけ、キガの介入で蘇る。乱入してきたチェンソーマンと交戦となり、自分の正体をバラすこと以外何も考えてないデンジの思考は読めずに敗北する。その場は逃れたが、異形と化した姿は戻らず、アサのもとを訪れ別れを告げた。その後、偽チェンソーマンに殺されてしまう。

亜国 セイギ（あこく せいぎ）
デビルハンター部員。屈強な体格の大男。

飢餓の悪魔 /キガ
女子高生の姿をした悪魔で、戦争の悪魔の姉。飢餓状態の生物を駒にする能力を持っている。顔にある五つのほくろとマキマやナユタ、ヨルのような同心円状の瞳が特徴的で、両耳に長いピアスを付けている。悪魔の時代が来て中華料理などの自分が食べたいものが消えるのを避けるために暗躍している。
ユウコを倒したアサの前に現れ、「妹の頼みだからユウコを助けてあげる」と言い、ユウコを復活させた。
デンジとの水族館デート中のアサに接触し、自らの正体を明かすと共に、「アサがデンジを武器化するまで」という条件付きで永遠の悪魔の力でアサ達を水族館に閉じ込めるが、アサの機転で水族館が武器化されたことで失敗に終わる。
落下の悪魔を人間界に召喚し、アサ/ヨルを悪魔の胃に閉じ込めて飢餓状態にしようとしたが、ナユタの妨害によりアサ/ヨルが吐き出されて失敗に終わる。
132話からは、チェンソーマン協会を作り、伊勢海を表の顔として利用しながら活動している。
その正体は死の悪魔。198話で、飢餓の悪魔（本物）と偽チェンソーマンの戦闘中に姿を現し、2人を落下の悪魔に拘束させ、飢餓の悪魔の名前を騙っていたことと、臓器をすべて捨てても死ねずにいることを明かした。

伊勢海 ハルカ（いせうみ はるか）
デビルハンター部長兼生徒会長。チェンソーマン協会の教祖。
チェンソーマンを自称する男で、デンジ同様に胸にスターターがついている。スターターは手術で付けたものであるため変身能力はない。キガと偽チェンソーマンによってチェンソーマン協会の顔役に祀り上げられ、伊勢海本人はチェンソーマンのためと信じて行動している。
東山ノバナ
デビルハンター部員。小柄でおどおどした態度の男子生徒。チェンソーマン教会の信者。

三船 フミコ（みふね ふみこ）
公安対魔特異7課に所属している女性。揉み上げ部分を縛ったショートヘアーと細い目が特徴。デンジの護衛のために第四東高等学校の学生として潜伏している。22歳。
初対面のデンジの股間を触ったり、デンジが襲われている時にカラオケを優先するなど、変わった言動が目立つ。
銃の魔人に両親を殺されており、銃の魔人を討伐したデンジが人間に戻った際に涙を流したところを見かけ、それ以来デンジ自身に興味を持っている。

吉田 ヒロフミ

デンジ

飢餓の悪魔（本物）
肩まであるボサボサの髪と泣き顔が特徴的な転校生の少女。
死をもって現世の苦しみから人々を解放することを信条としており、初対面の人間に対していきなり可哀想と決めつけて「あなたを救う」と言い出したり、突然声を荒げたり大泣きするなど情緒不安定な面が目立つ。
触った生き物の生気を吸い取る能力があり、全身をバラバラにされても体のどこかが生き物に触れていれば再生する。ただ、本人の戦闘能力は低く、偽チェンソーマンと戦った時はあっさり負けている。

### 悪魔（登場人物）

#### 人間と契約している悪魔
狐の悪魔
声 - 甲斐田裕子
アキと契約していた悪魔。全体像は明らかになっていないが、巨大な狐の姿に似た姿をしている一方、頭部には大小複数の目がついている。呼び出す部位に応じた形の手印と「コン」の号令によって呼び出すことができる。比較的人間に友好的な悪魔で、アキ以外にも多くの人間と契約しており、皮膚や体の一部を代償に頭部を召喚できる。戦闘では爪で斬りつけたり、頭部で敵に食らいつくなどして攻撃する。姫野曰く面食いで、頭を使わせてもらえるのは容姿の優れた男性だけらしい。
強力な悪魔だが、サムライソードやレゼといった悪魔でも魔人でもない存在は口に合わないらしく、飲み込むことなく取り逃してしまう。アキの命令でサムライソードを食らいつくが、あまりの嫌悪感にアキを見限ってしまう。

呪いの悪魔
声 - 上田ゆう子
アキやサンタクロースなどが契約している悪魔であり、アキからはカースと呼ばれている。釘で相手の体を打ち、代償を払うことで能力が発動し、相手を呪い殺す。アキはその力が宿った釘のような形の刀を所持しており、能力を使う際はこれを使って闘う。アキは、刀を3回刺すことで寿命と引き換えに対象を呪い殺す、という内容で契約しており、正に切り札に位置付けられている。サンタクロースは条件が異なる。
決まれば確実に相手を殺すことができるが、死んだ後に蘇ることができる武器人間には効果が薄い。

未来の悪魔
声 - 裕樹
銃のテロリストによる襲撃後に新たにアキが契約した悪魔。妙にテンションが高く、「未来最高」と叫ぶことが多い。人型の樹木のような姿をしており、頭部には目が3対あるほか、腹部のうろの中にも大きな目があり、うろの中に頭を入れた人間の未来を結末まで見ることができる。
アキ以外にも公安に2人、それぞれ両目と味覚と触覚、寿命の半分を代償に契約している人物がいる。「最悪な死に方をする」アキの未来を気に入り、右目に住まわせるだけという破格の代償の軽さで契約した。
能力によりアキは数秒先の未来を見ることができるようになるが、あくまでも「見えるだけ」であり、未来の出来事にどう対処するかは本人次第。また、未来の悪魔の方から勝手に未来を見せてくることもある。

幽霊の悪魔
声 - きそひろこ
姫野が契約している悪魔。姫野からはゴーストと呼ばれている。本体は花が繁茂した胴体に、目と口が縫い合わされた女性の顔と大量の骨張った腕が生えた見た目をしており、姫野はその腕のうちの一本を借りている。姫野は手のひらにある口を介して会話していたが、本体が言葉を発する描写はない。
目が潰れているため、人間の恐怖心を察知して動いており、沢渡に使役されてアキと戦った際に、アキに姫野が遺したタバコを授け、それを見て恐怖を克服したアキに首を切られ、消滅した。

ヘビの悪魔
沢渡が契約している悪魔。組み合った人間の腕で口が閉ざされた、鱗のない巨大なヘビのような姿をしている。口の先には人間のような歯が生え揃っている。尻尾や噛みつきで物理攻撃をするほか、丸呑みした悪魔を吐き出して使役することもできる。

カビの悪魔
加藤、田辺が契約している悪魔。自身の血を代償に召喚できる。指を指した先にカビを生やすことができる。

皮の悪魔
アメリカの3兄弟が契約している悪魔。作中では能力について説明があるのみ。能力を使うと触れた死体の身なりを奪うことができ、3兄弟はこれを潜入に活用している。使用者が死ぬと変装は解除される。

人形の悪魔
サンタクロースが契約している悪魔。姿や契約内容は不明。能力を使うと触れた人間を操り人形に変えることができ、人形に触られた者も人形となる。人形となった者は、文字通り顔が人形のように変化して表情を失うほか、体の一部を変形させることもできる。事前に対象に『人間しか持たない感情』を学習させておくと、より人間に近く、サンタクロースの意のままに操れる『精巧な人形』を作れる。
世界中に散在する無数のストック達の中の1人がサンタクロースになるというからくりで動いている。そのためサンタクロースを殺しても次のサンタクロースが出現するだけで、人形の悪魔を滅ぼすためには何らかの対策が必要になる。最終的には宇宙の魔人によって攻略された。

石の悪魔
日下部が契約している悪魔。ガーゴイルのような姿をしている。契約内容は不明。能力を使うと、魔法陣のような陣の上で、指で作った輪を通して息を吹きかけることで、対象を石像にできる。日下部によれば気まぐれらしく、味方も巻き込まれる恐れがあることが示唆されている。強力だが、陣の上でないと発動できない欠点もある。

爪の悪魔
岸辺が契約している悪魔のうちの1体。名前のみの登場で詳細は不明。

ナイフの悪魔
岸辺が契約している悪魔のうちの1体。名前のみの登場で詳細は不明。

針の悪魔
岸辺が契約している悪魔のうちの1体。名前のみの登場で詳細は不明。

蛸の悪魔
吉田が契約している悪魔。契約内容は不明。全容は明らかになっていないが、作中では墨のような煙幕の中から現れる巨大な触腕が描かれている。触腕は直接攻撃のほか、クッションや命綱としても活用できる。

地獄の悪魔
サンタクロースが契約していた悪魔。ドイツのサンタクロースと養子3人の心臓と引き換えに、巨大な6本指の右手を上空から出現させ、デンジ達のいるデパートの全ての生物を地獄へ送る。
後に岸辺の部隊がマキマを襲撃した際に自ら生贄となった4人と引き換えに再登場。炎をまとった人馬のような容姿が明らかになった。マキマが呼んだ真チェンソーマンには敵わず倒される。

闇の悪魔
地獄の超越者・根源的恐怖の1人。悪魔は死ぬと輪廻転生するのだが、超越者は一度も死んだことがない。 何もせずとも魔人や悪魔たちが揃って恐慌をきたすほどの存在であり、地上で恐れられている銃の悪魔よりはるかに強い。
サンタクロースが契約していた悪魔。チェンソーの心臓を持ってくることと引き換えに、サンタクロースに自らの肉片を提供する。
体が複数のミイラで組み上げられた人型の異形がマントを羽織ったような姿をしている。地獄の上空にある無数のドアの一つから、上下に両断された宇宙飛行士で作られた花道とともに現れ、地獄の悪魔によって地獄へと連れていかれた面々の両腕を瞬く間に切断する。一瞬で周囲を闇で覆う、触れることなく対象に風穴を開ける、バラバラに切断する、体を捩じり折る、覗き込むだけで血を噴出させる、といった不可視の攻撃をする驚異的な力を持っている。また唯一目に見える攻撃手段として、鍔に4つの鈴が付いた巨大な刀を操ったりもする。デンジのチェンソーの刃が当たらない。

老いの悪魔
根源的恐怖の1人でありながら、公安と友好関係にある悪魔。骨で構成された胴体と縦半分に割られた老人の頭が特徴的で、口以外の部位がない頭がその老人の頭の中にある。
生きることに執着がないこともあり、「日本国籍を持つ9歳以下の子供を1万人鏡の前で殺害することを条件にチェンソーマンに無抵抗で食べられる契約」を公安と交わしている。
鏡を通して地上の様子を観察したり、空中に鏡のようなポータルを出現させてそこから体の一部を召喚することができ、指を切断した公安の人間が、老いの悪魔に捧げる体の部位を唱えながら血で鏡に「ナグレ」と書いた際に、巨大な手を召喚してチェンソーマンを殴打している。
固有の能力として、触れたものを老化・風化させたり、自分の作った世界に閉じ込める能力を持っている。その世界では老化せず空腹にもならず死ぬこともないが、代わり映えしない大自然が続いていることもあり、1000年以上閉じ込められている人間は発狂した末に樹木と化している。老いの悪魔の世界では悪魔の力が使えない上に、老いの悪魔自身が帰還方法を設定していないので、自力脱出は極めて難しい。閉じ込められた人間曰く、「樹木になって腐って土になり、精神と肉体が自然と一体化したら元の世界に戻れる」とのことだが、その真偽は不明。
デンジの胃袋が黒いチェンソーマンの口に繋がってることに気付いたデンジの策略により、現実世界のフミコや老いの悪魔の世界に現れた吉田の協力のもと、蛸の悪魔の能力で老いの悪魔の世界に引きずり込まれ、能力を無力化される。吉田に「お互い二度と争わない代わりにお互いの世界に帰還する」という取り引きを持ち掛けられ、一度は断ろうとしたが、デンジから「オレ以外はオレの口から現実世界に帰れるから、断ったらずっと二人きりでここで暮らすことになる」と言われたため、元財務大臣の長谷川タダシ以外の人間を現実世界に帰還させた。

#### その他の悪魔
銃の悪魔
作中で大きな影響力を持つ悪魔。人間の戦争行為がきっかけで生まれた存在であるため、戦争の悪魔の眷族にあたる。作中時の13年前、紛争などにより世界的に銃への恐怖が高まっていた中、アメリカで銃を用いた大規模なテロが起こった日に出現。世界各地に上陸し、およそ7分間で約110万人を殺害した。作中の描写では家屋を吹き飛ばしたり街を崩壊させたりと、天災とも言うべき甚大な被害を出している。それ以降は姿を消しているが、銃の悪魔の出現により悪魔そのものへの恐怖が高まり悪魔全体が強くなるなど、その影響は未だに残っている。
おおよそ山よりも巨大な人型で、背中と腕には大量の自動小銃を備えており、脚部はガンベルトでできている。頭部は拳銃を模しており、骨があらわになった胸部には大量の人間の顔が生えている。生まれた月や性別、年齢などの条件で指定された射程内の対象を狙い撃つ能力がある。
かつての出現時に脱落した弾薬のような形の肉片が世界中に散らばっている。肉片には、摂取することで悪魔が強力になったり、集結し再生しようと性質を活かして銃の悪魔本体の居場所を探索できたりする効果がある。契約した人間を介するなどしてチェンソーの心臓を狙っているようだが、作中では銃取引をする人間がでっちあげた嘘である可能性が高いと推測されている。
実は既に何者かによって倒されており、本体はいくつかの国で分けられて所持されている。また、現在違法に出回っている銃は、銃の悪魔が造った物ではなく人間が製造・販売した物であり、銃への恐怖を維持するために黙認されていた。その結果、銃の悪魔は国際外交上の抑止力として働いており、現実世界での核兵器のような役割を果たしている。
第75話でアメリカ大統領が国民の寿命1年分を代償にマキマを殺す契約をし、アメリカの所持分である全体の20％が復活。秋田県にかほ市に上陸し、道程で大量の虐殺を行いながらマキマへ向け侵攻、殺害するが、無限に蘇生が可能なマキマには有効打とならなかった。支配下の悪魔を使役したマキマの複合的な攻撃によって返り討ちにあうものの、アキの死体を乗っ取って「銃の魔人」となる。しかしその意識はアキのものと混合しており、マキマを離れアキの自宅へと向かったことで今度はデンジと戦闘になり、変身したデンジにチェンソーで刺殺された。
176話でチェンソーマンとの交戦中にヨルの能力で武器化され、「銃右腕鎧(ガンライトガントレット)」と名付けられ、彼女の右腕となった。

トマトの悪魔
声 - 田所陽向
チェンソーマン化する前のデンジに駆除された悪魔。種から復活するため、駆除後も焼却をする必要がある。

マシュマロの悪魔
幼少期のデンジに駆除された悪魔。デンジがヤクザに雇われるきっかけを作った。

ゾンビの悪魔
声 - 宮田幸季
デンジを雇っていたヤクザが契約した悪魔。内臓が露出したトルソーの胸部に顔が生えたような見た目をしている。契約した人間はゾンビになり、ゾンビに噛まれた人間もまたゾンビになる。悪魔に変身したデンジが最初に屠った悪魔。後にサムライソードとの戦い、マキマとの最終決戦で再登場。

筋肉の悪魔
サービスエリアに出現し少女を誘拐した悪魔。少女やデンジの筋肉を操ったが、チェンソーマン化したデンジに敗北した。
アニメ本編では筋肉の悪魔が登場するエピソードは丸々カットされており未登場。

ナマコの悪魔
練馬駅に出現していた悪魔。民間のデビルハンターにより発見され駆除予定だったが、パトロール中のデンジとパワーに遭遇。パワーによってハンマーで粉砕された。

コウモリの悪魔
声 - 松田健一郎
ニャーコを監禁して盾にし、パワーに血を飲むための人間を要求していた悪魔。空を飛べるほか、口から強力な空気砲を発することもできる。追ってきたデンジと戦って敗北する。
第二部では外見が大きく変化した状態で登場。本能の赴くまま人間を貪り、その場に居合わせたアサ達を捕食しようとするが、ゴキブリの悪魔とデンジの戦闘に巻き込まれ死亡した。

ヒルの悪魔
声 - 橘U子
コウモリの悪魔を「私の男」と呼んでいた悪魔。コウモリの悪魔と共に人間を食べ尽くすことが夢だった。デンジとパワーを殺そうとしたが、アキが呼び出した狐の悪魔によって飲み込まれる。

魚の悪魔
アキと姫野に駆除された悪魔。銃の悪魔の肉片を食べていた。

豚の悪魔
アキと天使の悪魔によって駆除された悪魔。

ゴキブリの悪魔
第二部で登場。デンジとの戦闘中に学生と老人を利用してデンジを倒そうとするが、両方無視したデンジにあっさり倒された。

正義の悪魔
第二部より登場。アサやデンジが通う第四東高等学校に潜伏しているという。契約した人間を悪魔に近い異形に変化させる能力を有しており、契約者は悪魔の力だけでなく他人の心を読む能力を有するようになる。契約代償は要求していないが、契約者はその特性から自分の正義に疑いを持てないまま殺人などを引き起こし、更に一度変化すると人間に戻れなくなる。
真の正義の悪魔と、正義の悪魔の名を騙っている偽物がいる。

落下の悪魔
根源的恐怖の名を持つ悪魔で、人間界に出現しただけで世界各国の重力に異常が生じる程の強力な力を持っている。料理服を着た麗人の姿をしている。自分が作る料理を振る舞うことに誇りを持っており、残したら死んでもらうとさえ言っている。
生け贄として集団飛び降り自殺させられた東区玉野集合団地の住人の遺体を媒体として人間界に出現した。
物理的・精神的問わずに「落とす」能力を持っており、作中では、トラウマを抱えたものや精神的ダメージを受けたものを、上空に出現した地獄の扉に落下させたり、ビルを引っこ抜いて対象に落下させている。
また、致命傷を受けてもすぐさま再生してしまうため、物理攻撃全般が効かない。
ヨルを操ろうとしたキガの依頼により出現し、アサ/ヨルを客の悪魔に食べさせようとしたが、ナユタの妨害により失敗。目の前でアサ/ヨルを吐き出されたことで血の涙を流し激怒し、客の悪魔を殺害して地獄に帰っていった

落下の悪魔の客
無眼の顔とイモムシ状の胴体を持つ悪魔。触脚を伸ばして攻撃したり、腹部の大口で捕食したりする。
キガの策略に乗せられ、アサを食おうとする。ナユタに妨害されてアサを吐き出してしまい、落下の悪魔に殺された。その後、公安により死体を鑑定され、正義の悪魔であったことが判明する。

火の悪魔
第二部より登場。長らく「正義の悪魔」とされていた悪魔の正体。現在のところ外見は不明だが、能力が発動する時に火が発生している。
前述の通り契約した人間を悪魔に近い異形に変化させる能力を持つ他、契約者が多ければ多いほど強化される能力も持つ。契約者はチェンソーマン教会の信者全員が候補で、正式に契約すれば35万人に上る。彼らはチェンソーマンもどきとなる。

チェンソーマンもどき
チェンソーマン協会の信者が、火の悪魔と契約して、チェンソーマンの似姿に変身したもの。正気を失って見境なく暴れまわり、元に戻らない。無数に出現する。ヒーロー視されていたチェンソーマンへの恐怖が再び燃え上がることになる。

戦車の悪魔
176話に名前だけ登場した悪魔。銃の悪魔同様、人間の戦争行為がきっかけで生まれた存在であるため、戦争の悪魔の眷族にあたる。チェンソーマンとの交戦中に左腕を失ったヨルの能力で武器化され、「戦車左腕鎧(タンクレフトガントレット)」と名付けられ、彼女の左腕となった。

### その他の登場キャラクター
デンジを雇っていたヤクザ
声 - 廣田行生
演 - 古屋敷悠
ヤクザの組長でデンジがチェンソーマンになる切っ掛けを作る。サムライソードの祖父で、曰く「正義のヤクザ」「必要悪」「みんなから愛された江戸っ子気質のいい人」だが、実態はデンジに父親の借金の返済を迫り非合法のデビルハンターとして働かせたり、臓器を売らせたりしていた。また、サムライソードの話では麻薬を売り捌き、女子供を殺めたこともある悪党。
ゾンビの悪魔と契約し用済みになったデンジを差し出すが、自らもゾンビに成り果てたうえチェンソーマンとなったデンジにゾンビの悪魔を殺され、その後はデンジによって切り刻まれたことが示唆される。

ニャーコ
パワーと共に暮らす猫。パワーと出会った当初は痩せ細った子猫であったが、当初は食べるつもりでパワーによって大切に育てられ、ふくよかで健康的に成長し愛猫となる。
コウモリの悪魔によって拉致されて人質となり、解放条件が「人間」との交換であったためにパワーがそれまで暮らしていた人里離れた山を下りてマキマに捕獲されることとなる。
パワーと共に早川家にやってきてからは、同じベッドに寝るなどデンジにも懐いている模様。アキの墓参りに際して一時的に岸辺に預けられて以降は、岸辺にも懐いている。

コベニの車
コベニが給料で買った車。通称コベニカー。モデルはフィアット・500。アメリカ三兄弟の長男をパワーの運転で轢き殺し、クァンシとの戦いではビルから落とされた岸辺のクッションになり、そしてサンタクロースとの戦いではサンタクロースに対し実質的な止めを刺した。その活躍を受け、人気投票ではオーナーのコベニを僅差で抑え7位にランクインした。しかし本体は戦いの中で大破し焼け、人気投票では錆び付いて草に埋もれた姿で登場。

デンジの父
回想にのみ登場。第1話では借金苦によって首を吊って自殺したことになっていたが、後に酔ってデンジを殺害しようとした際に反撃を受けて死亡していたことが明らかになる。このことはデンジにとって大きな負の記憶となっており、無意識のうちに心理的な扉によって封じ込められていた。

## 作品背景および表現技法
作者の藤本は300万部突破記念に寄せたコメントの中でとにかく自分の好きな物を詰め込んだと話しており、「邪悪なフリクリ」「ポップなアバラ」を目標にしたと述べている。また、レゼ編は押井守原作のアニメ『人狼 JIN-ROH』をモチーフとしている。
長年藤本の担当編集者を務めてきた林士平は、2021年のメンズノンノとのインタビューの中で、藤本が漫画のコマで遊ぼうとしている表現について言及している。
その具体例としては、「圧倒的な力を持つ敵になりふり構わず立ち向かう様子を表現するために見開きを使う。しかも隣接する二つのコマに一本の腕をつなげて描く」（単行本第1巻）、「登場人物が持っている武器を枠外からはじく」（単行本3巻）、「一歩引いたところから登場人物を見せるため、窓を通して外から部屋をのぞく視点にする」（単行本7巻）などが挙げられる。
書評家の倉本さおりはニュースサイト「リアルサウンド」による評論家の鼎談の中で、本作は登場人物の死亡回数が多いと同時に、「生」の描き方が鮮烈かつ個性的だと述べている。
その例として倉本は銃の悪魔に寄生されたアキとチェンソーマンの戦いを挙げており、実際の戦闘シーンをアキが子どものころにやりたかった雪合戦に置き換えることで、失われたものをうまく描いていると評価している。

### セッティング
テレビアニメ版でマキマを演じた楠木ともりは、悪魔やデビルハンターの登場する本作の世界観が非現実的ではあるものの、現実離れしすぎていないようにも感じるとデンジ役の戸谷菊之介との対談の中で話しており、本作の登場人物たちはもしかしたら自分たちと同じ世界の知らない場所で生きているかもしれないと思わせるほど、現実と非現実のバランスが絶妙であるとも述べている。
倉本はパワーをはじめとする本作に登場する女性キャラクターの大半が「昨日と今日とで態度が異なる」ことが多いとリアルサウンドでの鼎談で指摘しており、倉本はどれだけ背景を知らされても信頼できないと述べている。

## 社会的評価・賞歴
- 2020年12月：このマンガがすごい!2021オトコ編1位[64]。同年第66回小学館漫画賞少年向け部門受賞[65][66]。
- 2021年、2022年、2023年：ハーベイ賞BestManga部門受賞[67][68]（3年連続受賞）。

## 書誌情報
- 藤本タツキ 『チェンソーマン』 集英社〈ジャンプ・コミックス〉、既刊21巻（2025年7月4日現在）
  1. 「犬とチェンソー」2019年3月9日第1刷発行（3月4日発売[集 1]）、ISBN 978-4-08-881780-4
  2. 「チェンソーVSコウモリ」2019年5月7日第1刷発行（5月2日発売[集 2]）、ISBN 978-4-08-881831-3
  3. 「デンジを殺せ」2019年8月7日第1刷発行（8月2日発売[集 3]）、ISBN 978-4-08-882016-3
  4. 「銃は強し」2019年10月9日第1刷発行（10月4日発売[集 4]）、ISBN 978-4-08-882075-0
  5. 「未成年」2020年1月9日第1刷発行（1月4日発売[集 5]）、ISBN 978-4-08-882171-9
  6. 「バン バン バン」2020年3月9日第1刷発行（3月4日発売[集 6]）、ISBN 978-4-08-882224-2
  7. 「夢の中」2020年6月9日第1刷発行（6月4日発売[集 7]）、ISBN 978-4-08-882328-7
  8. 「ちょうめちゃくちゃ」2020年8月9日第1刷発行（8月4日発売[集 8]）、ISBN 978-4-08-882376-8
  9. 「お風呂」2020年11月9日第1刷発行（11月4日発売[集 9]）、ISBN 978-4-08-882470-3
  10. 「犬の気持ち」2021年1月9日第1刷発行（1月4日発売[集 10]）、ISBN 978-4-08-882527-4
  11. 「がんばれチェンソーマン」2021年3月9日第1刷発行（3月4日発売[集 11]）、ISBN 978-4-08-882576-2
  12. 「鳥と戦争」2022年10月9日第1刷発行（10月4日発売[集 12]）、ISBN 978-4-08-883271-5
  13. 「ネタバレ」2023年1月9日第1刷発行（1月4日発売[集 13]）、ISBN 978-4-08-883316-3
  14. 「ペンギンが見たい！」2023年4月9日第1刷発行（4月4日発売[集 14]）、ISBN 978-4-08-883464-1
  15. 「前菜」2023年8月9日第1刷発行（8月4日発売[集 15]）、ISBN 978-4-08-883598-3
  16. 「普通の幸せ」2023年12月9日第1刷発行（1月4日発売[集 16]）、ISBN 978-4-08-883701-7
  17. 「銃・釘・刀」2024年4月9日第1刷発行（4月4日発売[集 17]）、ISBN 978-4-08-884035-2
  18. 「みんなペット」2024年8月7日第1刷発行（8月2日発売[集 18]）、ISBN 978-4-08-884155-7
  19. 「いつもの風景」2024年12月9日第1刷発行（12月4日発売[集 19]）、ISBN 978-4-08-884313-1
  20. 「二子」2025年4月9日第1刷発行（2025年4月4日発売[集 20]）、ISBN 978-4-08-884471-8
  21. 「ゲロれ！」2025年7月9日第1刷発行（2025年7月4日発売[集 21]）、ISBN 978-4-08-884593-7

### 小説
- 藤本タツキ（原作）、菱川さかく（小説） 『チェンソーマン バディ・ストーリーズ』 集英社〈JUMP jBOOKS〉、2021年11月4日発売[集 22]、ISBN 978-4-08-703518-6

## アニメ
テレビアニメは2022年10月から12月までテレビ東京系列ほかにて放送された。
テレビアニメの続編となる『劇場版 チェンソーマン レゼ篇』が2025年9月19日に公開される。

## 舞台版
「チェンソーマン」ザ・ステージ
2023年9月16日 - 10月1日、天王洲 銀河劇場 / 10月6日 - 9日、京都劇場にて上演。2022年12月29日に舞台化を発表。脚本・演出は松崎史也。音楽は和田俊輔。略称は「チェンステ」。
スタッフ
- 原作 - 藤本タツキ
- 脚本・演出 - 松崎史也
- 音楽 - 和田俊輔
- 振付 - HIDALI
- 美術 - 松生紘子
- 照明 - 大波多秀起
- 音響効果 - 天野高志
- 音響 - 田中嘉人
- 映像 - 荒川ヒロキ
- 衣裳 - 丁瑩
- ヘアメイク - 水崎優里
- アクション監督 - 栗田政明
- 特殊造形 - 林屋陽二
- 歌唱指導 - 宗田梁市
- 稽古ピアノ - 安藤菜々子
- インティマシーコーディネーター - 浅田智穂
- 演出助手 - 小林賢祐
- 舞台監督 - 須田桃季
- 技術監督 - 堀吉行
- 宣伝美術 - 江口伸二郎
- 宣伝写真 - 中村理生
- 票券協力 - ぴあ
- 制作 - ネルケプランニング
- 監修 - 集英社（『少年ジャンプ+』編集部）
- 協賛 - セブンイレブン、ぴあ
- 協力 - 一般社団法人日本2.5次元ミュージカル協会

### 映像作品
| タイトル                       | 発売日        | 規格品番  | 規格品番  |
| タイトル                       | 発売日        | BD        | DVD       |
| ------------------------------ | ------------- | --------- | --------- |
| 『チェンソーマン』ザ・ステージ | 2024年4月12日 | TCBD-1485 | TCED-7140 |